# Bandiera a Fondo Bianco
La Bandiera a Fondo Bianco era una delle Otto Bandiere militari dei manciù. Era una delle tre di livello "superiore" (Fondo Giallo, Bordata di Giallo e Fondo Bianco) controllate direttamente dall'Imperatore, diversamente dalle altre cinque "inferiori".  La Hoise Niru era un'unità militare sotto la bandiera a Fondo Bianco.

## Comandanti importanti
Tra i suoi comandanti più importanti si ricordano:
- Dorgon
- Ronglu